# Bestújevskoie
Bestújevskoie - Бестужевское (rus) - és un poble del krai de Krasnodar, a Rússia. Es troba a la vora esquerra del riu Màlaia Kherota i del llac Serebriànoie, a 21 km al sud-est de Sotxi i a 189 al sud-est de Krasnodar, la capital.
Pertany al municipi de Kudepsta.